# Арфеј (Шер)
Арфеј (фр. Arpheuilles) насеље је и општина у централној Француској у региону Центар (регион), у департману Шер која припада префектури Сент Аман Монрон.
По подацима из 2011. године у општини је живело 344 становника, а густина насељености је износила 7,17 становника/km². Општина се простире на површини од 48,01 km². Налази се на средњој надморској висини од 201 метар (максималној 308 m, а минималној 163 m).

## Демографија
| 1962. | 1968. | 1975. | 1982. | 1990. | 1999. | 2011. |
| ----- | ----- | ----- | ----- | ----- | ----- | ----- |
| 272   | 306   | 271   | 244   | 333   | 322   | 344   |

График промене броја становника у току последњих година